# جوليان إيبرت
جوليان إيبرت هو مصمم وأستاذ جامعي ومهندس معماري كندي، ولد في 19 أغسطس 1917 في Rigaud, Quebec ‏ في كندا، وتوفي في 24 مايو 1994 في مونتريال في كندا.